# Zeta1 de l'Escorpió
Zeta¹ de l'Escorpió (ζ¹ Sco / HD 152236 / HR 6262) és un estel en la constel·lació de l'Escorpió, de magnitud aparent +4,77. S'hi troba separada 7 minuts d'arc de ζ² Scorpii, amb la qual no està físicament relacionada. Mentre aquesta última s'hi troba a 150 anys llum, Zeta¹ de l'Escorpió és un estel molt allunyat la distància del qual només pot ser coneguda per aproximació. Pertanyent a l'associació estel·lar Scorpius OB1 i és possible membre del cúmul obert NGC 6231, pot estimar-se la seva distància a la Terra en 5.700 anys llum.
Zeta¹ de l'Escorpió és una hipergegant blava de tipus espectral B1Iape amb una temperatura de 21.000 K. Situada prop del centre de la galàxia, apareix de color blanc-groguenc en comptes de blau a causa de l'existència de núvols de pols entremig. La seva lluminositat —considerant la radiació ultraviolada emesa i l'absorció de llum deguda a pols interestel·lar— pot aconseguir un milió i mig de vegades la lluminositat solar, fent de Zeta¹ de l'Escorpió un dels estels més massius de la Via Làctia, amb una massa d'unes 60 masses solars. Aquesta enorme lluminositat la situa com una potencial variable lluminosa blava, com P del Cigne, perdent massa estel·lar a un ritme d'una centmil·lèsima de la massa solar per any, arrossegada per un vent estel·lar que bufa des de la seva superfície a una velocitat de 400 km/s. Estels d'aquestes característiques només viuen uns pocs milions d'anys —l'hidrogen intern es consumeix molt ràpidament— per explotar després com a brillants supernoves.